# Saint-Pardoux-et-Vielvic
Saint-Pardoux-et-Vielvic is een gemeente in het Franse departement Dordogne (regio Nouvelle-Aquitaine) en telt 172 inwoners (2004). De plaats maakt deel uit van het arrondissement Sarlat-la-Canéda.

## Geografie
De oppervlakte van Saint-Pardoux-et-Vielvic bedraagt 13,6 km², de bevolkingsdichtheid is 12,6 inwoners per km².
De onderstaande kaart toont de ligging van Saint-Pardoux-et-Vielvic met de belangrijkste infrastructuur en aangrenzende gemeenten.

## Demografie
Onderstaande figuur toont het verloop van het inwonertal (bron: INSEE-tellingen).